# Gemeindeverwaltungsverband Limpurger Land

Gemeindeverwaltungsverband Limpurger Land im Landkreis Schwäbisch Hall in Baden-Württemberg

Im Gemeindeverwaltungsverband Limpurger Land im baden-württembergischen Landkreis Schwäbisch Hall haben sich eine Stadt und drei Gemeinden zur Erledigung ihrer Verwaltungsgeschäfte zusammengeschlossen. Der Sitz des Gemeindeverwaltungsverbands liegt in der Stadt Gaildorf.
Das Limpurger Land ist eine Region im Nordosten von Baden-Württemberg. Es ist das ehemalige Herrschaftsgebiet der Schenken von Limpurg.

## Mitgliedsgemeinden
Mitglieder dieser Körperschaft des öffentlichen Rechts sind:
- Stadt Gaildorf, 12.108 Einwohner, 62,59 km²
- Gemeinde Fichtenberg, 2890 Einwohner, 24,19 km²
- Gemeinde Oberrot, 3434 Einwohner, 37,94 km²
- Gemeinde Sulzbach-Laufen, 2550 Einwohner, 43,97 km²

## Struktur und Aufgaben
Der Gemeindeverwaltungsverband übernimmt für die Gemeinden zahlreiche Aufgaben, entweder in deren Namen für die Mitgliedsgemeinden oder in eigener Zuständigkeit anstelle der Mitgliedsgemeinden.